# Однополые браки в Норвегии
Однополые браки были легализованы в Норвегии 1 января 2009 года, после одобрения соответствующего законопроекта парламентом страны в июне 2008 года. Таким образом, Норвегия стала шестой страной в мире, предпринявшей подобный шаг.

## История вопроса

### Регистрируемые партнёрства
Уже начиная с 1 августа 1993 года в Норвегии однополым парам стали предоставлять право заключать регистрируемые партнёрства (законопроект был одобрен 30 апреля 1993 года). Норвегия стала второй решившейся на подобный шаг страной в мире после Дании.
В своем первоначальном варианте закон о регистрируемых партнёрствах предоставлял однополым парам те же права и обязанности, что и брак, кроме права на усыновление и искусственное оплодотворение. Однако, уже в 2002 году однополые пары получили право на усыновление.
По информации Рейтерс, около 150 однополых пар зарегистрировали свои отношения в 2002 году. Среди них — бывший министр финансов Пер-Кристиан Фосс. Как известно, закон об однополых браках является заменой регистрируемым партнёрствам, но не имеет обратной силы. Таким образом, однополые пары, вступившие в регистрируемое партнёрство до легализации однополых браков, имеют право либо сохранить свои отношения в данном статусе, либо повысить их до брака. С принятием закона об однополых браках однополые партнёрства больше не заключаются.

### Легализация однополых браков
18 ноября 2004 г. двумя членами парламента от Социалистической Левой партии было выдвинуто предложение изъять упоминание о половой принадлежности лиц, вступающих в брак, и, таким образом, отменить существующие гражданские союзы. Далее это предложение было заменено прошением изучить суть вопроса на национальном уровне. Консервативный кабинет министров, в ту пору пребывающий у власти, отклонил данное прошение. Годом спустя премьер-министром Норвегии становится Йенс Столтенберг с правящей коалицией в парламенте, сформированной из центристов и Социалистической Левой партии. Законопроект об однополых браках был принят на рассмотрение и уже 16 мая 2007 г. состоялись публичные слушания по этому вопросу.
Первые парламентские слушания состоялись 11 июня 2008 г., в ходе которых нижняя палата одобрила законопроект 84 голосами за при 41 против. Законопроект получил поддержку правящей коалиции, состоящей из Рабочей партии, Социалистической Левой партии и Партии центра, а также двух оппозиционных партий: Консервативной и Либеральной. Против выступили Христианско-демократическая и Партия прогресса. 17 июня 2008 г. верхняя палата одобрила законопроект 23 голосами за при 17 против. Вскоре после этого король Норвегии дал своё монаршее одобрение. Закон вступил в силу 1 января 2009 г.

## Статистика
В первые годы действия закона о зарегистрированных партнёрствах большее число партнёрств заключалось между двумя мужчинами, начиная с 2006 года — между двумя женщинами:
| Год  | Мужские пары | Женские пары |
| ---- | ------------ | ------------ |
| 1993 | 115          | 41           |
| 1996 | 80           | 47           |
| 1999 | 82           | 62           |
| 2002 | 105          | 78           |
| 2005 | 97           | 95           |
| 2008 | 90           | 134          |

Ниже приведены данные Центрального статистического бюро Норвегии о числе заключённых однополых браков и разводов:
| Год  | Число браков | Число браков | Число разводов | Число разводов |
| ---- | ------------ | ------------ | -------------- | -------------- |
| Год  | Мужские пары | Женские пары | Мужские пары   | Женские пары   |
| 2009 | 105          | 178          | —              | —              |
| 2010 | 97           | 167          | 1              | 3              |
| 2011 | 93           | 166          | 4              | 15             |
| 2012 | 102          | 167          | 6              | 17             |
| 2013 | 90           | 162          | 19             | 37             |
| 2014 | 106          | 163          | 12             | 38             |
| 2015 | 113          | 187          | 18             | 50             |
| 2016 | 121          | 157          | 21             | 57             |
| 2017 | 119          | 214          | 21             | 70             |
| 2018 | 139          | 192          | 25             | 55             |